# Captor
Captorul este un aparat electric sau electromagnetic care servește la transformarea semnalelor sonore sau optice în semnale electrice și este folosit în sistemele de transmisiune a sunetelor sau a imaginilor. Cele mai cunoscute sunt microfonul și celula fotoelectrică.